# بریت مارلینگ
 بریت مارلینگ (انگلیسی: Brit Marling؛ زادهٔ ۷ اوت ۱۹۸۳) هنرپیشه، کارگردان، فیلم‌نامه‌نویس و تهیه‌کننده اهل ایالات متحده آمریکا است. وی از سال ۲۰۱۱ میلادی تاکنون مشغول فعالیت بوده‌است.
از فیلم‌هایی که وی در آن نقش داشته است، می‌توان به آربیتراژ اشاره کرد.